# Angel Egnsmuseum
Angel egnsmuseum (også Angel landskabsmuseum; på tysk: Landschaftsmuseum Angeln) er et friluftsmuseum
 beliggende i Undevad (på dansk også Unevad) ved udkanten af Langballe i det nordlige Angel. Museumskonceptet går ud fra ideen, at integrere hele landsbyen og dens indbyggere i et levende museumslandsby med det formål at bevare sporene fra tidligere landbymiljø. Museet blev åbnet i 1993. I forvejen blev der gennemført omfattende restaureringsarbejder i landsbyen og gamle åløb blev reetableret. 
Museet består af i alt fem historiske bygninger fra området, som er spredt som museumsøer over hele landsbyen. Ved indgangen til museumslandsbyen ligger Marxengaard, som flyttedes hertil fra Sønderbrarup. Gården er fra 1626 og kombinerer byggeelementer fra nordtysk hallehus og sønderjysk gård. Fra Marxengård fører rundstien op til et røgeri fra 1894. Midt i landsbyen ligger en rekonstrueret vanddrevet smørmølle, der fra 1862 til 1920 blev brugt i forbindelse med produktion af smør og ost. Her kan ses, hvordan vandet stemmes op i mølledammen og driver et overfaldsvandhjul, som inde i mejeribygningen bevæger en roterende smørkærne. Møllen Fortuna er en nederlandsk kornmølle fra 1878 og ligger ophøjet over resten af landsbyen. Den femte bygning er Christensens Lade fra 1895. Den hørte tidligere til en firelænget gård og har siden 1993 været brugt som udstillingshal for gamle landbrugsredskaber og -maskiner.
En større brand ødelagde i juni 2024 flere historiske bygninger, blandt dem den historiske Marxengaard.

## Billeder
- Marxengaards lade
- Hollændermølle Fortuna
- Røgeriet
- Ved smørmøllen
- Alkove